# Савельєвка (Куюргазинський район)
Саве́льєвка (рос. Савельевка, башк. Савельевка) — присілок у складі Куюргазинського району Башкортостану, Росія. Входить до складу Отрадинської сільської ради.
2006 року до складу присілка (24 особи у 2002 році, 84% росіян) був приєднаний хутір Санкіно (27 осіб у 2002 році, 81% росіян).
Населення — 40 осіб (2010; 51 в 2002).
Національний склад:
- росіяни — 82%